# Pedro Alonso López
Pedro Alonso López (Santa Isabel, 8 de outubro de 1948) é um assassino em série confesso da Colômbia. É acusado de ter matado e estuprado mais de 300 pessoas em três países.
Lopez ficou conhecido como o "Monstro dos Andes" em 1980, quando ele levou a polícia aos túmulos de 53 das suas vítimas, no Equador. Eram todas as meninas entre nove e doze anos de idade. Depois, em 1983, ele foi declarado culpado de assassinar 110 jovens no Equador e confessou ter efectuado mais de 240 assassinatos de moças dadas por desaparecidas nos vizinhos Peru e Colômbia.
Os crimes começaram a ganhar atenção internacional a partir de uma entrevista conduzida por Ron Laytner, um fotojornalista de longa carreira que conheceu Lopez em sua cela na prisão de Ambato, em 1980.

## Biografia
Era filho de mãe prostituta, que o expulsou de casa aos oito anos de idade por ele ter "acariciado" sua irmã mais nova. Foi recolhido por um pedófilo e sodomizado à força. Aos 18 anos, foi espancado na prisão por uma gangue e se vingou matando quatro de seus algozes.
Ao ser solto, começou matando meninas. Em 1978, já havia assassinado mais de 100 meninas no Peru. Mudou-se para a Colômbia e Equador, onde matava em média três vezes por semana. Ele gostava mais de matar meninas equatorianas, pois segundo ele, eram mais gentis e confiáveis, mais inocentes. A polícia atribuiu o grande número de desaparecimentos de meninas às atividades de escravização e prostituição na área.
Em 1980, uma enchente repentina revelou a primeira de suas vítimas. Quando foi preso, contou aos investigadores as assustadoras histórias de sua trilha de morte. No início, as autoridades estavam céticas sobre o relatado, mas todas as dúvidas desapareceram quando ele mostrou o local onde estavam enterrados mais de 50 corpos. Acredita-se que, apesar de considerados 300 assassinatos, este número ainda seja aquém do cometido por este serial killer.
Após ter cumprido os 20 anos de pena máxima no Equador, foi libertado em 1998 e nunca mais foi visto.

## Prisão e liberação
López cumpriu sua sentença na prisão Garcia Moreno, perto de Quito, sendo libertado da prisão dois anos mais cedo, em 31 de agosto de 1994. Em uma entrevista pouco antes de sua libertação, López se descreveu como "o homem do século" e disse que estava sendo libertado por "bom comportamento". Após sua libertação, López foi deportado para a Colômbia e foi detido como imigrante ilegal na chegada, antes de ser entregue às autoridades colombianas. Os promotores não conseguiram apresentar um caso contra ele e, em vez disso, ele foi declarado insano e internado em um hospital psiquiátrico.
Em 1998, López foi declarado são e liberado sob fiança de US$ 70, com a condição de que se apresentasse periodicamente às autoridades; ele fugiu quase imediatamente.
A última aparição relatada de López foi em setembro de 1999, quando ele foi ao Registro Civil Nacional para renovar seu cartão de cidadania.

Em 2002, a Polícia Nacional da Colômbia e a Interpol emitiram mandados de prisão contra López por um assassinato que apresentava algumas semelhanças com seu modus operandi. O mandado da Interpol foi desativado em 2005, mas López continua sendo um fugitivo. López também foi apontado como possível suspeito de um homicídio cometido em Tunja, Colômbia, em 2012.